# 水苏糖
水苏糖（英語：Stachyose）是一种四糖，结构式为：半乳糖—半乳糖—葡萄糖—果糖，分子式为：C24H42O21。该糖属于功能性低聚糖，不被人体消化酶完全水解，热量为1.5-2.4 kcal/g。因而可进入结肠，并被肠道细菌酵解利用。
甜度为蔗糖的28%。可从唇形科水苏属植物如地灵、罗汉菜中提取。

## 延伸阅读
- Nakakuki, T. Present status and future of functional oligosaccharide development in Japan. Pure and Applied Chemistry 2002, 74, 1245-1251. Article （页面存档备份，存于）